# Harlin Suárez
Harlin Suárez (Arjona, Bolívar, Colombia, 28 de junio de 1994) es un futbolista colombiano. Juega de mediocampista y actualmente milita en el JK Narva Trans de la Meistriliiga de Estonia. 

## Clubes
| Club                 | País        | Año         |
| -------------------- | ----------- | ----------- |
| Tigres               | Colombia    | 2014        |
| Leones               | Colombia    | 2015 - 2016 |
| Atlético Bucaramanga | Colombia    | 2017        |
| Atlético Huila       | Colombia    | 2018        |
| Once Caldas          | Colombia    | 2019        |
| Alianza Petrolera    | Colombia    | 2020        |
| Atlético Huila       | Colombia    | 2021        |
| Deportivo Pereira    | Colombia    | 2022        |
| JK Narva Trans       | Estonia     | 2023        |
| Cucuta Deportivo     | 🇨🇴 Colombia | 2024        |

## Palmarés
| Título              | Club              | País     | Año  |
| ------------------- | ----------------- | -------- | ---- |
| Torneo Finalización | Deportivo Pereira | Colombia | 2022 |